# Bolero Flamenco
Bolero Flamenco ist ein Tanztheater des Ensembles Ballet Teatro Español aus Spanien.

## Show
Für Bolero Flamenco hat der 1995 verstorbene Rafael Aguilar die Urformen des Flamenco mit Elementen des Balletts und des modernen Tanzes verbunden. Bolero Flamenco ist eine Abfolge verschiedener Choreografien, die als Hommage an Maurice Ravel inszeniert wurden.
Das Programm besteht aus drei Teilen. Die Eröffnung bildet das gemeinsam mit Antonio Gades nach der Vorlage García Lorcas Bernarda Albas Haus entworfene „El Rango“. Es wird von der Flamenco-Choreografie zur Musik von Maurice Ravels Boléro gefolgt. Den Abschluss bildet die „Suite Flamenca“, eine Anthologie verschiedener Flamenco-Stile.

## Tänzer
Prominenteste Tänzer der Tournee von 2007 waren Rosa Jiménez, Francisco Guerrero und Juan Carlos Calleja.